# Maestrazgo (Teruel)

Comarca Maestrazgo

Maestrazgo este o comarcă, din provincia Teruel în regiunea Aragón (Spania). Capitala comarcăi este Cantavieja.